# 106 & Park
106 & Park è stato un programma musicale andato in onda sulla rete televisiva BET dal 2000 al 2014. Il format prevedeva il lancio di video musicali di generi come R&B e Hip-hop e talvolta ospitate di artisti musicali appartenenti, con annesse interviste ed esibizioni. Andato in onda per 14 edizioni, 106 & Park è stato a lungo il programma più visto della rete.

## Storia e struttura del programma

### Edizioni regolari
Il programma ha avuto inizio l'11 settembre 2000 con la conduzione di AJ Calloway e Marie Wright detta "Free". Le puntate andavano inizialmente in onda alle 19:00 per la durata di un'ora in fascia notturna (1:00-2:00 o 2:00-3:00, in base al fuso orario di ciascuna zona degli USA), per poi arrivare alla durata di 90 minuti già a partire dal 2001. Inizialmente lo spettacolo si incentrava soltanto sul countdown dei 10 video musicali più richiesti dal pubblico all'emittente televisiva, ma ha successivamente iniziato a includere interviste e performance dal vivo ad artisti anche molto noti. Ogni qual volta un video riusciva ad essere fra i preferiti del pubblico in 65 diversi episodi dello show veniva inserito nella lista celebrativa "106 & Park Video Hall of Fame": Bow Wow e Aaliyah sono gli artisti che hanno raggiunto più volte questo traguardo nel corso dei 14 anni di trasmissione.
A partire dalla stagione 2005/2006, lo spettacolo è stato spostato in fascia pomeridiana, andando in onda ogni sabato dalle 16:00/17:00. Durante tale edizione lo show fu condotto in maniera alternata da Big Tigger e Julissa Bemudez, sostituiti in alcuni casi da stelle musicali come Mya e Bow Wow e da Terrence Jenkins, accreditato come co-conduttore. A partire dall'edizione successiva Jenkins è a tutti gli effetti uno dei conduttori principali dello show insieme a Rocsi Diaz: la coppia rimane al timone dello show fino all'edizione 2011/2012, lasciando tuttavia in alcuni casi la conduzione a grandi stelle della musica. A partire dal 2008, la lunghezza di ogni episodio è diventata variabile, passando dai 90 ai 120 minuti in base al resto della programmazione della rete.
Nella stagione 2012/2013 per la prima volta nella storia del programma sono stati 4 i conduttori che si sono alternati in maniera stabile nello show: Bow Wow, Jordan "Shorty da Prince" Johnson, Kimberly "Paigion" Walke e Mykel "Miss Mykie" Gray. A partire dal gennaio 2013 il programma ha cambiato logo e sigla. Durante gli ultimi due mesi di tale edizione, fra i 4 conduttori dei mesi precedenti soltanto Bow Wow ha confermato la sua presenza nello show, affiancato da altre due conduttrici: Angela Simmons e Keshia Chanté. Nell'edizione successiva, 2013-2014, la conduzione stata affidata a Bow Wow e Keshia Chanté. Lo show è andato avanti fino al 19 dicembre 2014, per poi essere eliminato dalla programmazione di BET.

### BET Experience 2015
Nonostante l'interruzione dello show canonico sia avvenuta nel 2014, il programma è tornato per due puntate speciali nel corso della BET Experence 2015. A condurre in questa fase sono stati: Tinashe, Ray J, Keishia Chanté, Yara Shahidi, Marcus Scribner.

## Controversie
Nell'agosto 2014, durante l'ultima edizione dello show, la modella e attrice Kerrueche Tran era presente in un episodio dello show in qualità di guest host, alla sua prima esperienza in assoluto come conduttrice televisiva. Durante la conduzione, Tran ha pronunciato una battuta riguardante l'acconciatura con cui Blue Ivy Carter, figlia di Beyoncé e Jay-Z che ai tempi aveva soltanto 2 anni, era stata portata sul red carpet degli MTV Video Music Awards dai suoi genitori. La battuta ha destato immediatamente delle reazioni molto accese da parte del web, spingendo sia il direttore di BET Stephen Hill che la stessa Tran a chiedere scusa per l'accaduto; Tran affermò inoltre che non era stata lei a ideare la battuta ma che questa era stata scritta da uno degli autori del programma. In seguito a questa vicenda, il produttore del programma è stato sospeso.

## Accoglienza
Forte di un successo sorprendente fin dalle prime edizioni, 106 & Park è diventato il programma di punta di BET a partire dall'edizione 2006-2007, la prima condotta da Terrence Jenkins e Rocsi Diaz. Lo spettacolo ha continuato ad accumulare popolarità negli anni, tanto che in uno studio del 2016 (realizzato quindi a oltre un anno dalla sua chiusura), il New York Times lo ha definito come uno programmi televisivi statunitensi capaci generare un maggior numero di interazioni degli utenti con la propria pagina Facebook. In particolare, il programma è risultato particolarmente seguito e commentato dagli spettatori della zona metropolitana di New York.